# シャイン・ア・ライト
『シャイン・ア・ライト』（Shine a Light）は、ローリング・ストーンズの8作目となるライブ・アルバム、及びマーティン・スコセッシ監督による同名ドキュメンタリー映画（2008年公開）のサウンドトラック。1枚組と2枚組の2種類が発売され、SHM-CDでも発売された。

## 曲目
特筆無い限り、ジャガー/リチャーズ作詞作曲。

### 2枚組
Disc 1
1. ジャンピン・ジャック・フラッシュ - Jumpin' Jack Flash 4:22
2. シャッタード - Shattered 4:06
3. シー・ワズ・ホット - She Was Hot 4:44
4. オール・ダウン・ザ・ライン - All Down the Line 4:35
5. ラヴィング・カップ（with ジャック・ホワイト） - Loving Cup 4:02
6. アズ・ティアーズ・ゴー・バイ（涙あふれて） - As Tears Go By (Jagger/Richards/ Oldham) 3:31
7. サム・ガールズ - Some Girls 4:19
8. ジャスト・マイ・イマジネーション - Just My Imagination (Norman Whitfield/ Barrett Strong) 6:39
9. ファー・アウェイ・アイズ - Far Away Eyes 4:37
10. シャンペン・アンド・リーファー（with バディ・ガイ） - Champagne & Reefer (Muddy Waters) 5:58
11. ダイスをころがせ - Tumbling Dice 4:24
12. バンド紹介 - Band introductions 1:39
13. ユー・ガット・ザ・シルヴァー - You Got the Silver 3:22
14. コネクション - Connection 3:37

Disc 2
1. マーティン・スコセッシ・イントロ - Martin Scorsese Intro 0:12
2. 悪魔を憐れむ歌 - Sympathy for the Devil 5:56
3. リヴ・ウィズ・ミー（with クリスティーナ・アギレラ） - Live With Me 3:54
4. スタート・ミー・アップ - Start Me Up 4:05
5. ブラウン・シュガー - Brown Sugar 5:36
6. サティスファクション - (I Can't Get No) Satisfaction 5:37
7. 黒くぬれ! - Paint It Black 4:28
8. アンダーカヴァー・オブ・ザ・ナイト（日本盤のみのボーナス・トラック） - Undercover of the Night 4:25
9. リトルT&A - Little T&A 4:09
10. アイム・フリー - I'm Free 3:30
11. ライトを照らせ - Shine a Light 4:05

### 1枚組
1. ジャンピン・ジャック・フラッシュ - Jumpin' Jack Flash 4:22
2. シャッタード - Shattered 4:06
3. シー・ワズ・ホット - She Was Hot 4:44
4. オール・ダウン・ザ・ライン - All Down the Line 4:35
5. ラヴィング・カップ（with ジャック・ホワイト） - Loving Cup 4:02
6. アズ・ティアーズ・ゴー・バイ（涙あふれて） - As Tears Go By (Jagger/Richards/ Oldham) 3:31
7. サム・ガールズ - Some Girls 4:19
8. ジャスト・マイ・イマジネーション - Just My Imagination (Norman Whitfield/ Barrett Strong) 6:39
9. ファー・アウェイ・アイズ - Far Away Eyes 4:37
10. シャンペン・アンド・リーファー（with バディ・ガイ） - Champagne & Reefer (Muddy Waters) 5:58
11. バンド紹介 - Band introductions 1:39
12. ユー・ガット・ザ・シルヴァー - You Got the Silver 3:22
13. コネクション - Connection 3:37
14. 悪魔を憐れむ歌 - Sympathy for the Devil 5:56
15. リヴ・ウィズ・ミー（with クリスティーナ・アギレラ） - Live With Me 3:54
16. スタート・ミー・アップ - Start Me Up 4:05
17. ブラウン・シュガー - Brown Sugar 5:36